# Xanto (figlio di Tolomeo)
Nella mitologia greca, Xanto (in greco antico: Ξάνθος?, Xánthos) fu l'ultimo re di Tebe. Era figlio di Tolomeo, il precedente re. Venne ucciso con l'inganno da Melanto di Atene.

## Il mito
Melanto, figlio di un re della Messenia, Andropompo, in fuga da Pilo, arrivò un giorno ad Atene, città di cui era re Timete, ultimo discendente di Teseo. Atene era in guerra con Tebe per il possesso di alcuni demi di frontiera. Di comune accordo, i due re, Timete e Xanto (re di Tebe), decisero di risolvere il conflitto attraverso una monomachia, ossia un combattimento corpo a corpo fra i due. Tuttavia, poiché Timete era troppo vecchio, affermò che avrebbe ceduto lo scettro a chiunque potesse battere Xanto. Così gli ateniesi elessero come campione Melanto, promettendogli la successione.
Nel duello finale fra Xanto (in greco: Ξάνθος = biondo) e Melanto (in greco: Μελάνθιος = dai capelli neri), quest'ultimo vinse il duello col tebano grazie a un inganno (ἀπάτη in greco). Al momento del duello apparve infatti dietro Xanto una figura nera (Dioniso Melanego). Melanto, credendo che si trattasse di un guerriero chiamato da Xanto per dargli man forte, rimproverò il re tebano, accusandolo di aver violato i patti che prevedevano un duello. Xanto, che non sapeva nulla di questo guerriero, si girò per guardarlo; Melanto allora approfittò di questo momento di distrazione di Xanto per trafiggerlo con la lancia.
Dopo il suo omicidio, il popolo tebano decise di abbandonare la monarchia per andare verso una forma di governo repubblicana. Xanto fu dunque l'ultimo re di Tebe.